# Roberto Bonano
Roberto Oscar Bonano (Rosario, Argentina, 24 de enero de 1970) es un exfutbolista y entrenador argentino. Se retiró de la práctica del fútbol a los 39 años, jugaba de portero y su primer equipo fue Rosario Central. Además jugó para River Plate, F. C. Barcelona, Real Murcia y se retiró defendiendo la portería del Deportivo Alavés. Durante su carrera fue internacional con la selección de fútbol de Argentina.

## Biografía

### Como futbolista

#### Rosario Central (1988-1996)
Realizó sus primeros pasos y el inicio de las divisiones inferiores en el club Juan Xlll de la liga de Rosarina,para luego continuar su formacion en  Rosario Central, con quien debutó en la Primera división argentina, el 23 de febrero de 1992, en la derrota por 2 a 0 ante Huracán. Mantuvo su lugar de titular indiscutido hasta enero de 1995 cuando en un entrenamiento de pretemporada sufrió una fractura de tobillo, lesión que lo tuvo unos meses sin jugar en el Clausura de 1995, donde Roberto Abbondanzieri ocupó su puesto como guardameta del equipo rosarino. 
Durante el segundo semestre de 1995, Central disputó la Copa Conmebol (competición precursora de la actual Copa Sudamericana) y quien ocupó el lugar de arquero titular fue Bonano. Los rosarinos alcanzaron la estancia final del torneo ante Atlético Mineiro y se impusieron en tandas de penales por 4 a 3 luego de haber empatado 4 a 4 en el marcador global de la final. En febrero de 1996 su equipo clasificó para jugar la Copa Master de Conmebol y cayó 10 a 9 en tandas de penales ante Atlético Mineiro luego de haber empatado 0 a 0 el partido.
En total, Bonano disputó 119 partidos para Rosario Central (110 por torneos locales y 9 internacionales) y recibió 133 goles (125 por torneos locales y 8 en la Copa Conmebol).

#### River Plate (1996-2001)
En 1996, con 26 años, fichó por River Plate. Durante los primeros años en el club, tuvo que pelear su lugar con Germán Burgos por lo que alternó partidos como titular y suplente.
El 2 de agosto de 2000, River enfrentó a Vélez por la Copa Mercosur y previo al encuentro José Luis Chilavert (arquero rival) manifestó que Bonano no tenía el nivel para jugar ni en River ni en la Selección Argentina. Durante el trascurso del partido, Chilavert convirtió un gol de penal y se lo gritó a Bonano. A falta de pocos minutos para terminar el partido, el árbitro cobró un penal a favor de River y Bonano fue el encargado de patear el penal que posibilitó la victoria de River Plate sobre Vélez por 2 a 1. Ese día se convirtió en el único arquero de la historia de River Plate en convertir un gol (fue el único gol que convirtió en toda su carrera).
Con River disputó 124 partidos en torneos locales, conquistando 3 Torneos Apertura (1996, 1997, 1999) y 2 Torneos Clausura (1997, 2000). Por torneos internacionales jugó 51 partidos y se coronó campeón de la Copa Libertadores 1996 y la Supercopa Sudamericana de 1997. Cerró su paso por River con un total de 175 partidos jugados y un gol convertido de penal.

#### F. C. Barcelona (2001-2003)
En 2001 fichó por el F. C. Barcelona para jugar en la Primera división española. Su debut en Europa fue el 26 de agosto de 2001, donde su equipo derrotó 2-1 al Sevilla. Bonano fue el guardameta titular durante sus dos primeras temporadas que estuvo en el club, pero perdió el puesto en favor de un joven Víctor Valdés en el último tramo de la segunda campaña. Jugó un total de 51 partidos de Liga (56 goles encajados) y disputó 23 partidos de Champions League (20 goles recibidos). Permaneció en el equipo catalán hasta finales de 2003. 

#### Real Murcia (2003-2004)
En diciembre de 2003, el Real Murcia se hizo con sus servicios, donde disputó 11 partidos en los que encajó 17 goles. Su equipo descendió al final de temporada.

#### Deportivo Alavés (2004-2008)
Desvinculado del Murcia, Dmitry Piterman lo llamó para defender la portería del Alavés durante la temporada 2004-05. Junto a Nené, Rodolfo Bodipo y Rubén Navarro formó parte de la columna vertebral del equipo que consiguió el ascenso a Primera división. En su siguiente temporada, con la llegada de Franco Costanzo, fue relegado al banquillo y prácticamente no participó en el descenso del equipo.
Su tercer año en Vitoria sufrió un enfrentamiento con el dueño del club, Dmitry Piterman, por una ofensa realizada hacia su amigo Lluís Carreras. Ambos jugadores desaparecieron de los planes del cuerpo técnico. En su paso por el Alavés disputó un total de 56 encuentros entre Primera y Segunda División.

#### Retiro
A finales del año 2007, llegó a un acuerdo económico de rescisión de contrato con el Alavés (tenía contrato hasta junio del 2008), y decidió retirarse definitivamente como futbolista profesional a sus 38 años.
Después de su retiro, estableció su residencia en Barcelona, donde obtuvo su título de entrenador de fútbol. Obtuvo el título de Máster especialista en Entrenamiento de Porteros liderado por José Sambade en la Real Federación Española de Fútbol y el diploma de director deportivo otorgada por la RFEF. 
Participó del Campeonato Nacional de Liga de Fútbol Indoor con el FC Barcelona, junto otros veteranos del equipo catalán como Milla, Cuéllar, Reiziger, Eusebio, Ezquerro, Geli, y Chistiansen. También participa en distintas actividades deportivas y sociales con el grupo denominado Barça Legends, de la agrupación de exfutbolistas del FC Barcelona.
Asistente habitual a programas de televisión y radio en Barcelona, también se desempeñó como escritor, firmando artículos para medios de prensa como La Vanguardia de Barcelona y El Correo de Vitoria. Sus relatos "Un viaje bien canalla", "Barrio de fútbol", "Yo sé lo que te digo" y "Amores reconstruidos" fueron recogidos en antologías como Pelota de papel y Pueblos rotos.

### Como entrenador
En 2010 fue entrenador de porteros de las selecciones masculinas y femeninas de Cataluña, estuvo junto a Johan Cruyff y Oscar García Junyent en el partido que la Selección catalana vence a la Selección argentina. Entrenó junto a Lluis Carreras la primera Selección catalana de Fútbol Playa. En el primer semestre de 2011 tuvo su primera experiencia como entrenador en Argentina, al ser ayudante de campo de Eduardo Berizzo en Estudiantes. Al año siguiente fueron contratados por O'Higgins de Chile, donde lograron el primer campeonato para el club. En diciembre de 2013, después de dos años en el O'Higgins de Chile, Bonano dejó el cargo para volver junto a su familia residente en Barcelona.
A principios de 2014 trabajó como segundo entrenador y preparador de porteros en el RCD Mallorca junto con Lluís Carreras. Posteriormente fue ayudante de Eduardo Berizzo en el Real Club Celta de Vigo, en el Sevilla Fútbol Club, en el Athletic Club, selección absoluta de Paraguay,  selección de futbol de Chile y actualmente en el Club Leon de México.

## Selección nacional
Bonano ha sido internacional con la selección de fútbol de Argentina en la categoría juvenil desde los 16 años; participando en tres torneos sudamericanos en el Campeonato Sudamericano Sub-16 en Perú 1986 en dicho año siendo suplente de Sandro Guzmán luego fue suplente de José Miguel Zavaelavd en el Campeonato Sudamericano Sub-19 en Colombia 1987 y titular en  el Campeonato Sudamericano Sub-19 de Argentina 1988. También disputó el mundial juvenil para menores de 20 años en Arabia Saudita 1989.
Jugó por la absoluta en 13 ocasiones oficiales. Su debut como internacional absoluto se produjo, el 28 de diciembre de 1996, en el partido Argentina 2 - 3 Yugoslavia.
Fue tercer arquero de la selección nacional en el Mundial de Corea del Sur Japón 2002.

### Participaciones en Copas del Mundo
| Copa              | Sede                | Resultado    | Partidos | Goles |
| ----------------- | ------------------- | ------------ | -------- | ----- |
| Copa Mundial 2002 | Corea del Sur Japón | Primera fase | 0        | 0     |

## Estadísticas

### Clubes

#### Como jugador
| Club | Div.          | Temporada     | Liga  | Liga  | Copas nacionales | Copas nacionales | Torneos internacionales(1) | Torneos internacionales(1) | Otros(2) | Otros(2) | Total | Total |
| Club | Div.          | Temporada     | Part. | Goles | Part.            | Goles            | Part.                      | Goles                      | Part.    | Goles    | Part. | Goles |
| --- | ------------- | ------------- | ----- | ----- | ---------------- | ---------------- | -------------------------- | -------------------------- | -------- | -------- | ----- | ----- |
| C. A. Rosario Central Argentina | 1.ª           | 1991-92       | 19    | 0     | —                | —                | —                          | —                          | —        | —        | 19    | 0     |
| C. A. Rosario Central Argentina | 1.ª           | 1992-93       | 38    | 0     | —                | —                | —                          | —                          | —        | —        | 38    | 0     |
| C. A. Rosario Central Argentina | 1.ª           | 1993-94       | 36    | 0     | —                | —                | —                          | —                          | —        | —        | 36    | 0     |
| C. A. Rosario Central Argentina | 1.ª           | 1994-95       | 17    | 0     | —                | —                | —                          | —                          | —        | —        | 17    | 0     |
| C. A. Rosario Central Argentina | 1.ª           | 1995-96       | 0     | 0     | —                | —                | 2                          | 0                          | —        | —        | 2     | 0     |
| C. A. Rosario Central Argentina | Total club    | Total club    | 110   | 0     | —                | —                | 2                          | 0                          | —        | —        | 112   | 0     |
| C. A. River Plate Argentina | 1.ª           | 1996-97       | 20    | 0     | —                | —                | 2                          | 0                          | 1        | 0        | 23    | 0     |
| C. A. River Plate Argentina | 1.ª           | 1997-98       | 18    | 0     | —                | —                | 7                          | 0                          | —        | —        | 25    | 0     |
| C. A. River Plate Argentina | 1.ª           | 1998-99       | 27    | 0     | —                | —                | 12                         | 0                          | —        | —        | 39    | 0     |
| C. A. River Plate Argentina | 1.ª           | 1999-00       | 36    | 0     | —                | —                | 15                         | 0                          | —        | —        | 51    | 0     |
| C. A. River Plate Argentina | 1.ª           | 2000-01       | 19    | 0     | —                | —                | 12                         | 0                          | —        | —        | 31    | 0     |
| C. A. River Plate Argentina | Total club    | Total club    | 120   | 0     | —                | —                | 48                         | 0                          | 1        | 0        | 169   | 0     |
| F. C. Barcelona · España | 1.ª           | 2001-02       | 27    | 0     | 0                | 0                | 15                         | 0                          | —        | —        | 42    | 0     |
| F. C. Barcelona · España | 1.ª           | 2002-03       | 24    | 0     | 0                | 0                | 8                          | 0                          | —        | —        | 32    | 0     |
| F. C. Barcelona · España | Total club    | Total club    | 51    | 0     | 0                | 0                | 23                         | 0                          | —        | —        | 74    | 0     |
| Real Murcia C. F. · España | 1.ª           | 2003-04       | 11    | 0     | 0                | 0                | —                          | —                          | —        | —        | 11    | 0     |
| Deportivo Alavés · España | 2.ª           | 2004-05       | 36    | 0     | 0                | 0                | —                          | —                          | —        | —        | 36    | 0     |
| Deportivo Alavés · España | 1.ª           | 2005-06       | 7     | 0     | 0                | 0                | —                          | —                          | —        | —        | 7     | 0     |
| Deportivo Alavés · España | 2.ª           | 2006-07       | 13    | 0     | 0                | 0                | —                          | —                          | —        | —        | 13    | 0     |
| Deportivo Alavés · España | Total club    | Total club    | 56    | 0     | 0                | 0                | —                          | —                          | —        | —        | 56    | 0     |
| Total carrera | Total carrera | Total carrera | 348   | 0     | 0                | 0                | 73                         | 0                          | 1        | 0        | 422   | 0     |
| (1) Incluye datos de la Copa Conmebol (1995), Copa Libertadores (1996-01), Supercopa Sudamericana (1997), Copa Mercosur (1998-01) y Liga de Campeones (2001-03). (2) Incluye datos de la Copa Intercontinental (1996). |               |               |       |       |                  |                  |                            |                            |          |          |       |       |

#### Como entrenador
| Club                                | País      | Año       |
| ----------------------------------- | --------- | --------- |
| Estudiantes de La Plata (asistente) | Argentina | 2011      |
| C. D. O'Higgins (asistente)         | Chile     | 2012-2013 |
| R. C. D. Mallorca (asistente)       | España    | 2014      |
| R. C. Celta de Vigo (asistente)     | España    | 2015-2017 |
| Sevilla F. C. (asistente)           | España    | 2017      |
| Athletic Club (asistente)           | España    | 2018      |
| Selección de Paraguay (asistente)   | Paraguay  | 2019-2021 |
| Selección de Chile (asistente)      | Chile     | 2022-2023 |

## Palmarés

### Como jugador

#### Campeonatos nacionales
| Título           | Club              | País      | Año    |
| ---------------- | ----------------- | --------- | ------ |
| Primera División | C. A. River Plate | Argentina | A-1996 |
| Primera División | C. A. River Plate | Argentina | C-1997 |
| Primera División | C. A. River Plate | Argentina | A-1997 |
| Primera División | C. A. River Plate | Argentina | A-1999 |
| Primera División | C. A. River Plate | Argentina | C-2000 |

#### Campeonatos internacionales
| Título                 | Club                  | Sede         | Año  |
| ---------------------- | --------------------- | ------------ | ---- |
| Copa Conmebol          | C. A. Rosario Central | Rosario      | 1995 |
| Copa Libertadores      | C. A. River Plate     | Buenos Aires | 1996 |
| Supercopa Sudamericana | C. A. River Plate     | Buenos Aires | 1997 |

### Como ayudante de campo

#### Campeonatos nacionales
| Título           | Entrenador      | Club            | País  | Año    |
| ---------------- | --------------- | --------------- | ----- | ------ |
| Primera División | Eduardo Berizzo | C. D. O'Higgins | Chile | A-2013 |